# Алфёровка (Татарстан)
Алфёровка — деревня в Азнакаевском районе Республики Татарстан Российской Федерации. Входит в состав Чемодуровского сельского поселения.

## География
Деревня расположена на правом берегу речки Нижняя Ямашка, у автомобильной дороги Лениногорск — Азнакаево, в 23 км к юго-западу от города Азнакаево. Примыкает с севера к селу Чемодурово.

## История
В «Списке населённых мест Российской империи», изданном в 1864 году, населённый пункт упомянут как владельческое сельцо Андреевское (Алферовка) 1-го стана Бугульминского уезда Самарской губернии, при речке Ямашке, расположенное в 28 верстах от уездного города Бугульма. В нём насчитывалось 12 дворов и 111 жителей (54 мужчины и 57 женщин). 
В 1889 году в сельце Алфёровка (Андреевка) Микулинской волости того же уезда имелось 20 дворов, 114 жителей, были водяная мельница и имение дворянина К. А. Алфёрова, жили мещане. Земельный надел сельской общины составлял 48 десятин удобной земли. По переписи 1897 года — 6 дворов и 26 жителей (14 мужчин и 12 женщин) бывших помещичьих крестьян (русские, православные). Деревне принадлежало 49 десятин удобной и 3 — неудобной надельной земли, имелась водяная мельница. В 1910 году показаны 6 дворов и 31 житель (17 мужчин, 14 женщин).
С 10 августа 1930 года — центр Алфёровского сельсовета Бугульминского района, проживали русские. В 1948 году — посёлок в Чемодуровском сельсовете.

## Население
По состоянию на начало 2017 года в деревне проживало 46 человек, из них 8 детей, 29 человек трудоспособного и 9 старше трудоспособного возраста. Площадь жилого фонда (15 частных домов) составила 0,86 тыс. м².
По переписи 2010 года в деревне проживало 67 человек (29 мужчин, 38 женщин).
В 2002 году — 58 человек (22 мужчины, 36 женщин), русские (50 %) и татары (39 %).
По переписи 1989 года русские составляли 57 %, татары — 36 %.
| 1856 | 1889 | 1897 | 1910 | 1920 | 1926 | 1938 | 1949 | 1958 | 1979 | 1989 | 2002 | 2010 |
| ---- | ---- | ---- | ---- | ---- | ---- | ---- | ---- | ---- | ---- | ---- | ---- | ---- |
| 111  | 114  | 26   | 31   | 335  | 254  | 315  | 244  | 228  | 65   | 19   | 58   | 67   |

## Инфраструктура
Деревня электрифицирована и газифицирована, имеется водопровод. Есть два кладбища: православное (0,45 га, заполнено на 75 %) и мусульманское (0,31 га, заполнено на 2 %).